# Parvisquama tripuncta
Parvisquama tripuncta är en tvåvingeart som först beskrevs av Malloch 1928.  Parvisquama tripuncta ingår i släktet Parvisquama och familjen husflugor.
Artens utbredningsområde är Fiji. Inga underarter finns listade i Catalogue of Life.